# Veissella milloti
Espèce
Veissella milloti est une espèce d'araignées aranéomorphes de la famille des Salticidae.

## Distribution
Cette espèce est endémique de l'archipel des Comores. Elle se rencontre sur la Grande Comore et Mayotte.

## Description
La carapace du mâle holotype mesure 1,85 mm de long sur 2,05 mm et l'abdomen 1,90 mm de long sur 1,30 mm.
La femelle décrite par Dierkens en 2010 mesure 5 mm.

## Étymologie
Cette espèce est nommée en l'honneur de Jacques Millot.

## Publication originale
- Logunov & Azarkina, 2008 : New species of and records for jumping spiders of the subfamily Spartaeinae (Aranei: Salticidae). Arthropoda Selecta, vol. 16, no 2, p. 97-114 (texte intégral).